# コワレフスカヤ (小惑星)
コワレフスカヤ (1859 Kovalevskaya) は小惑星帯に位置する小惑星である。ウクライナ（当時はソ連）のクリミア天体物理天文台で女性天文学者リュドミーラ・ジュラヴリョーワが発見した。
ロシアの女性数学者、ソフィア・コワレフスカヤから命名された。